# (4908) Ward
(4908) Ward es un asteroide perteneciente al cinturón de asteroides, descubierto el 17 de septiembre de 1933 por Fernand Rigaux desde el Real Observatorio de Bélgica, Uccle.

## Designación y nombre
Designado provisionalmente como 1933 SD. Fue nombrado Ward en honor a "Steven Ward", técnico electrónico del Centro de Astrofísica Harvard-Smithsonian.

## Características orbitales
Ward está situado a una distancia media del Sol de 2,189 ua, pudiendo alejarse hasta 2,700 ua y acercarse hasta 1,678 ua. Su excentricidad es 0,233 y la inclinación orbital 4,571 grados. Emplea 1183 días en completar una órbita alrededor del Sol.

## Características físicas
La magnitud absoluta de Ward es 13,7. Tiene 4,903 km de diámetro y su albedo se estima en 0,327.